# Palais Marguerite
Le palais Marguerite est un palais situé sur la Via Veneto à Rome en Italie.
Il a été construit entre 1886 et 1890 par Gaetano Koch pour le prince Rodolfo Boncompagni Ludovisi. Il est nommé en l'honneur de Marguerite de Savoie qui y vécut après l'assassinat de son mari, le roi Humbert Ier en 1900.
En 1931, il a été acquis par le gouvernement des États-Unis. Il abrite les locaux de l'ambassade américaine.

## Vues

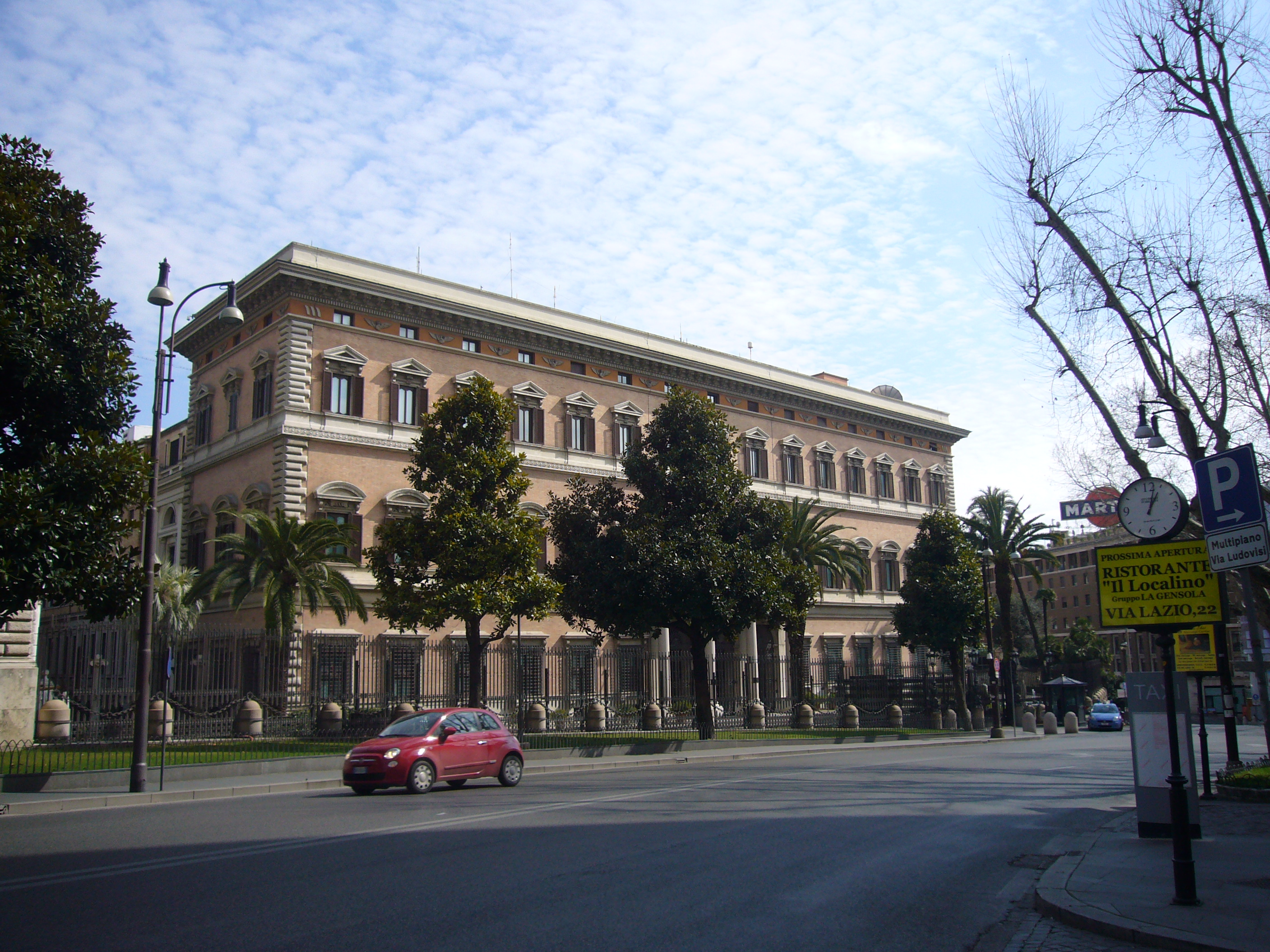
Ambassade américaine
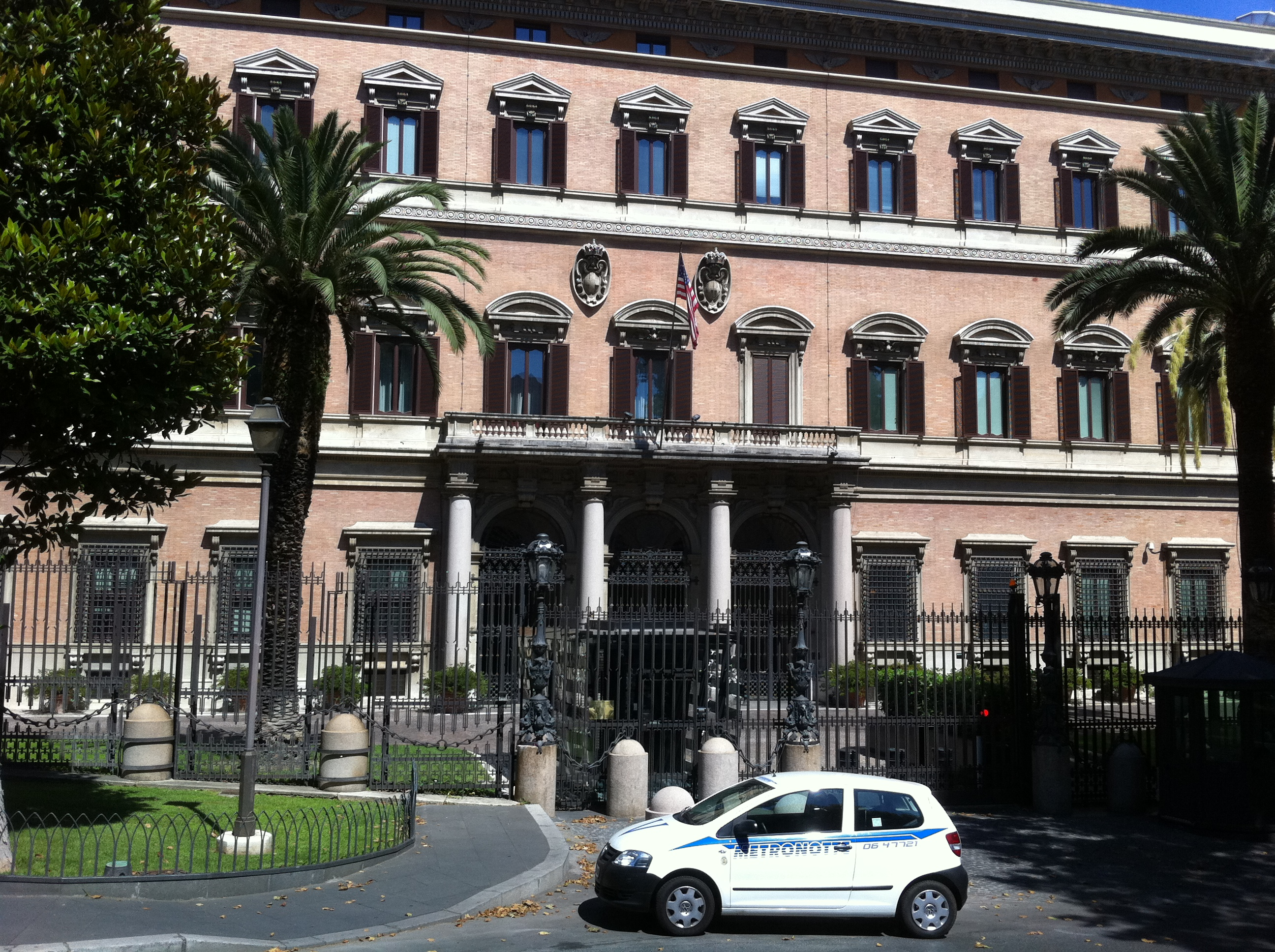
L'Ambassade
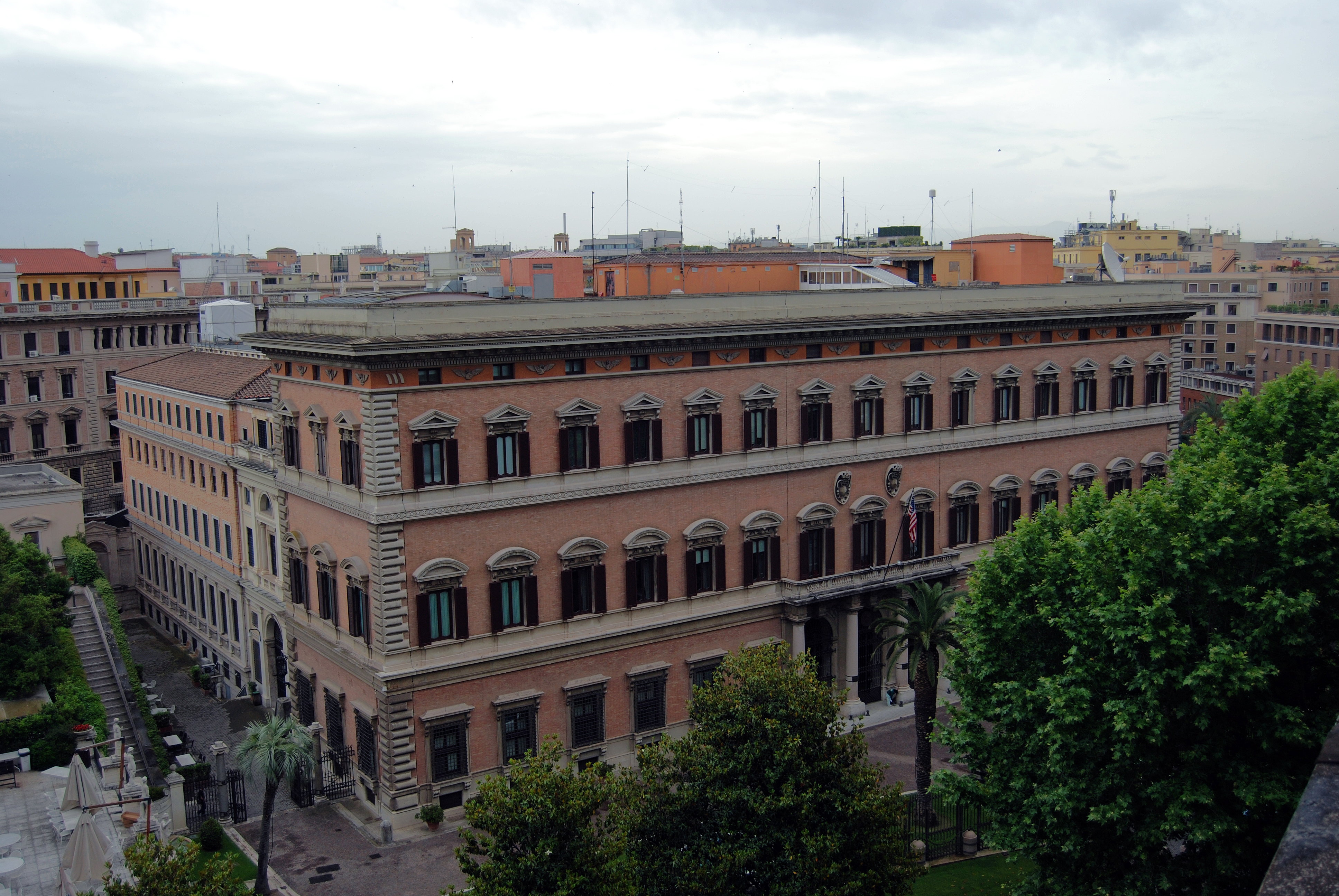
Vue générale du palais

## Traduction
- (en) Cet article est partiellement ou en totalité issu de l’article de Wikipédia en anglais intitulé « Palazzo Margherita » (voir la liste des auteurs).